# Gmach Opery Krakowskiej
Gmach Opery Krakowskiej – budynek znajdujący się w Krakowie, w dzielnicy II Grzegórzki, przy ulicy Lubicz 48, wzniesiony w latach 2004–2008. Mieści w sobie główną siedzibę Opery Krakowskiej: odbywają się w nim liczne spektakle. Ponadto w Gmachu Głównym działa sala wystaw i odczytów pełniąca również funkcję foyer oraz restauracja z tarasem.

## Budowa
W maju 2002 roku zorganizowano konkurs architektoniczny na zaprojektowanie nowego Gmachu Głównego Opery Krakowskiej, w którym zwyciężył projekt krakowskiego architekta Romualda Loeglera przy współpracy z architektem Piotrem Urbanowiczem i Grzegorzem Dreslerem.
13 września 2004 roku rozpoczęto budowę budynku przy ulicy Lubicz 48, aby pełnił on funkcję nowej siedziby Opery Krakowskiej. 13 grudnia 2008 roku budynek został uroczyście oddany do użytku. Prace budowlane były prowadzone przez przedsiębiorstwo Hochtief.

## Opis budynku
Większą część budynku przy ulicy Lubicz 48 pełni teatr z widownią na 764 miejsc i sceną o powierzchni 443 m², ze sceną kameralną na 180 osób, dużym zapleczem scenicznym, salami prób i zapleczem technicznym.
Dawniej w miejscu gmachu znajdował się zabytkowy budynek z półokrągłym dachem, służący na początku XX wieku jako ujeżdżalnia koni. W ramach budowy nowego gmachu został on wbudowany w współczesną bryłę budynku. W tej zaadaptowanej części znajduje się główne wejście do Opery, hol kasowy oraz szatnie, natomiast na piętrze budynku znajduje się sala wystaw i odczytów pełniąca również funkcję foyer oraz restauracja z tarasem. Wnętrze budynku utrzymane jest w szaro bordowej kolorystyce.
Scena główna Opery pozwala na realizację dynamicznych inscenizacji, oferując powierzchnię 443 m² i wyposażenie techniczne: 18 zapadni (w tym 2 zapadnie fosy orkiestrowej, co pozwala na dodatkowe manewry przestrzenią), 30 sztankietów, 7 wózków, urządzenia wyciągowe do transportu dekoracji, 30 wyciągów linowych, 2 wyciągi kurtynowe; scenę obrotową i aparaturę do projekcji wideo. Wizualną stronę spektaklu wzbogaca światło kierowane z 4 mostów oświetleniowych i ruchomych wież.

## Kontrowersje
W 2006 roku były dyrektor opery Piotr Rozkrut oraz dyrektor działu inwestycji Rafał S. zostali zatrzymani przez Centralne Biuro Antykorupcyjne w związku z podejrzeniem korupcji w przetargu na wyposażenie nowego gmachu przy ulicy Lubicz 48.
W 2004 roku koszty budowy zostały wyceniane na 20–30 mln złotych, lecz po zakończeniu przetargu okazało się, że koszt samego budynku wyniesie 50 mln zł, zaś oddzielne finansowanie będzie potrzebne na wyposażenie budynku. W 2009 roku koszty przekroczyły 100 mln złotych.
W 2009 roku okazało się, że dla rozpoczęcia eksploatacji w budynku konieczne było zainstalowanie nowej instalacji systemu oddymiania. Wówczas około 1,6 mln złotych zostało przeznaczonych na montaż  dodatkowego systemu oddymiającego w związku z zakwestionowaniem przez straż pożarną działającego tam systemu przeciwpożarowego. Konieczne było również dobudowanie kolejnych dwóch wyjść z budynku. Przebudowy wymagały także bufet, garderoby oraz nie spełniające wymagań akustycznych sale prób.
W 2009 roku Gmach Opery Krakowskiej przy ulicy Lubicz 48 został zwycięzcą plebiscytu Archi-Szopa dla najgorszego nowego obiektu architektonicznego Krakowa.